# Lurudden
Lurudden – miejscowość (tätort) w Szwecji, w regionie administracyjnym (län) Sztokholm, w gminie Ekerö.
Według danych Szwedzkiego Urzędu Statystycznego liczba ludności wyniosła: 223 (31 grudnia 2015), 222 (31 grudnia 2018) i 228 (31 grudnia 2019).
Miejscowość położona jest we wschodniej części wyspy Helgö na jeziorze Melar w prowincji historycznej (landskap) Uppland, na zachód od Sztokholmu.